# NGC 6888
La nebulosa de la Mitjalluna (NGC 6888), també anomenada nebulosa Creixent o Caldwell 27, és una nebulosa d'emissió a la constel·lació del Cigne (Cygnus), situada 6º al sud-oest de Sadr (γ Cygni). S'hi troba a uns 4.700 anys llum de distància de la Terra. Va ser descobert per William Herschel el 1792.
La nebulosa de la Mitjalluna és una nebulosa de Wolf-Rayet, formada pel fort vent estel·lar originat per l'estel de Wolf-Rayet HD 192163 (WR 136) que xoca i dinamitza el vent més lent que va expulsar l'estel quan es va convertir en una gegant vermella fa uns 400.000 anys. A resultes d'aquesta col·lisió s'ha format un embolcall i dues ones de xoc, una movent-se cap a fora i una altra cap a dins. L'ona de xoc que s'hi mou cap a l'interior escalfa el vent estel·lar fins a temperatures on s'emeten rajos X.